# Лор-ам-Майн
Лор-ам-Майн (нем. Lohr am Main, офиц. Lohr a.Main, бав. Loa) — небольшой провинциальный город и городская община в Германии, в земле Бавария, расположенный на реке Майн.
Подчинён административному округу Нижняя Франкония. Входит в состав района Майн-Шпессарт.
Город расположен примерно на полпути между Вюрцбургом и Ашаффенбургом, по своей значимости город занимает среднее место, но не входит в состав административного сообщества. Население составляет 15 708 человек (на 31 декабря 2010 года). Занимает площадь 90,44 км². Официальный код — 09 6 77 155.
Городская община подразделяется на 10 городских районов.

## География

### Географическое положение
Лор обосновался на восточном склоне Шпессартских гор в излучине реки Майн, которая изгибается в данном месте и меняет своё русло по направлению в сторону юга.
Здесь же в Майн впадает одноимённый ручей.

### Геология
Почва состоит в основном из осадочных горных пород. В Шпессарте встречается множество красного песчаника, на востоке Франконского Плато преобладает известняк.

### Городская структура
Город разделён на следующие районы: Гальсбах (Halsbach), Линдиг (Lindig), Флёхсбах (Pflochsbach), Роденбах (Rodenbach), Руппертсхюттен (Ruppertshütten), Закенбах (Sackenbach), Зендельбах (Sendelbach), Штайнбах (Steinbach) и Вомбах (Wombach).
Кроме того, город Лор-ам-Майн имеет в своём распоряжении территории в других коммунальных районах, таких как Партенштайн, Гемюнден-ам-Майн, Рехтенбах.

### Соседние общины
С Лор-ам-Майн граничат следующие муниципальные образования (по часовой стрелке, начиная с севера): Партенштайн, Фраммерсбах, Флёрсбахталь, Феллен, Бургзин (Burgsinn), Ринекк (Rieneck), Нойендорф (Neuendorf), Гемюнден-ам-Майн, Карлштадт, Штайнфельд, Нойштадт-ам-Майн, Рехтенбах.

## История
О городе Лор-ам-Майн существуют упоминания сохранившиеся в документальных источниках VIII века.
Также существуют первые подлинные свидетельства того, что в 1295 году Лор получил право считаться центром графства Ринек. Но всё же титул города и собственный устав Лор получает лишь в 1333 году, объясняется это продолжительным спором наследования вымерших линии графов фон Ринек-Ротенфельс.
С самого начала правителями города были графья фон Ринекк, владыка архиепископ Майнца (доказательства от 1366 года).
После смерти последнего графа Филиппа III фон Ринекк в 1559 году, Лор попадает в вотчину Майнца.
В 1603 включительно по 1618 годы историей замечены движения преследования ведьм, также широко распространённых по всей Европе. Многие граждане становятся жертвами Рекатолицизма.
В 1803 году высшее управление архиепископа Майнца было секуляризованоно в пользу княжества Ашаффенбург (Aschaffenburg) князю предстоятелю Дальбергу и попало вместе с ним в 1814 году (тогда Департамент Великого княжества Франкфурт) под правление Баварии.
В ходе административных реформ Баварии, указом 1818 года, в Лоре появляется общественный эдикт (сегодня муниципалитет).
Позже в 1875 году через реку Майн возводится мост (сегодня alte Mainbrücke). В 1936 году основывается поселение Линдиг (Lindigsidlung), a также в 1939 включение в состав города соседнего поселения Зендельбах (Sendelbach).
В период нацистской тирании 1940—1945 годов из местной психиатрической больницы (сегодня районная психиатрия) было депортировано около 600 детей, женщин и мужчин в рамках программы умерщвления «Эвтаназия» в лагеря смерти Зонненштайн (Sonnenstein), Графенек (Grafenek), а также концентрационные лагеря Освенцим и Маутхаузен.
В 1993 году художником Райнером Штольцем был возведён бронзовый рельеф в упоминание о жертвах нацистского режима.
2 апреля 1945 года гестапо задержало доктора Карла Бранда (Dr. Carl Brand), находившегося в Лоре в командировке. В этот же день после принятия приговора Государственным судом Доктор был расстрелян. По мотиву преступления Доктор Карл Бранд хотел сдать город американским войскам без боя. Это событие упомянуто в 1979 году на мемориальным камне, а позже, в 2008 году, в честь доктора Карла Бранда названа улица.
В 1972 по 1978 год в состав Лора были включены близлежащие населённые пункты Гальзбах (Halsbach), Роденбах (Rodenbach), Руппертсхюттен (Ruppertshütten), Закенбах (Sackenbach), Штайнбах (Steinbach), Вомбах (Wombach) и Флёхсбах (Pflochsbach).
Первого июля 1972 года большая часть округа Лор была переименована в округ Миттельмайн (Landkreis Mittelmain), а годом позднее, в 1973 году, получил уже нынешнее название округа Майн-Шпессарт (Landkreis Main-Spessart).
Поначалу Лор представлялся как главный окружной город, но в октябре 1972 года было принято решение перенести Земельное министерство в Карлштадт (Karlstadt).
Литература по городской истории:
- (нем.) Ruf, Theodor. Die Grafen von Rieneck. Genealogie und Territorienbildung. — Würzburg, 1984.

## Население
По оценке на 31 декабря 2015 года население общины Лор-ам-Майн составляет 15 060 чел. 

| Дата      | 1840 | 1871 | 1900 | 1925 | 1939  | 1950  | 1961  | 1970  | 1987  | 2011  |
| --------- | ---- | ---- | ---- | ---- | ----- | ----- | ----- | ----- | ----- | ----- |
| Население | 6586 | 6996 | 7377 | 9451 | 10245 | 15432 | 15579 | 16464 | 15719 | 15291 |

| Год       | 1960  | 1970  | 1980  | 1990  | 2000  | 2009  | 2010  | 2011  | 2012  | 2013  | 2014  | 2015  |
| --------- | ----- | ----- | ----- | ----- | ----- | ----- | ----- | ----- | ----- | ----- | ----- | ----- |
| Население | 15504 | 16503 | 16819 | 16204 | 16217 | 15863 | 15708 | 15222 | 15143 | 15012 | 15036 | 15060 |

## Экономика и инфраструктура
Лор-ам-Майн является одним из наиболее важных экономических районов в Майн-Шпессарте.
Из 12 тыс. трудоустроенных, только 5500 проживают непосредственно в городе. Остальные проживают поблизости, либо приезжают издалека.
В сравнении других городов региона, например Карлштадта (Karlstadt), Лор имеет относительно низкий показатель задолженности на душу населения, по последним подсчётам 160€. И при этом примерно в три раза больше рабочих мест.
Налоговый доход города в основном зависит от расположенных в нём больших и средних предприятий. В 2005 году доход составлял 1000€ на душу населения.

### Основные предприятия
Основными предприятиями в Лоре являются:
- Bosch Rexroth AG (гидравлика, машиностроение и автоматизирующая техника) 6.620 трудоустроенных
- Bezirkskrankenhaus Lohr (Психиатрическая районная больница) 607 трудоустроенных
- Gerresheimer Lohr GmbH (стеклопроизводство) 350 трудоустроенных
- Faurecia S. A. (производство автомобильных компонентов) 250 трудоустроенных
- Nikolaus Sorg GmbH & Co KG (стекло-производительное машино-производство и их компонентов) 165 трудоустроенных
- Walter Hunger KG (гидравлические компоненты) 160 трудоустроенных
- OWI Oskar Winkler GmbH & Co.KG (деревообработка и производство деталей из пластика) 120 трудоустроенных
- также некоторые другие деревообрабатывающие предприятия

Площадь лесничества, относящегося непосредственно к городу, составляет 4000 гектаров, поэтому Лор является одном из крупнейших, муниципальных лесо-владельцев в Баварии.
В 2000 году Лор был удостоен сертификации Forest Stewardship Council (FSC).

### Транспорт

#### Железнодорожное сообщение
Майн-Шпессарская железная дорога (Kursbuchstrecke 800) с сообщением Вюрцбург — Ашаффенбург покидает низменности Майна и полностью пересекает горный Шпессарт.
Некогда существовавший неэлектрифицированный однолинейный маршрут Лор — Вертхайм, прекративший своё существование 30 мая 1976 года, пролегал через центр города и обслуживался городским вокзалом. В данное время в городском вокзале расположилось кафе, стиль которого напоминает о прошлом здания, а на близлежащей территорий была построена автомобильная парковка.
В рамках снабжения близлежащих предприятий, маршрут используется и посей день. Большая часть всё же была разобрана.
Прямое междугороднее сообщение Франкфурт — Мюнхен в 2006 году было заменено региональным экспрессом. Связано это было открытием высокоскоростной линии Нюрнберг — Ингольштадт — Мюнхен.
На восточной окраине округа пролегает ещё одна скоростная ветка, а точнее туннель Mühlbergtunnel, соединяющий пути Ганновер — Вюрцбург.

#### Дорожное сообщение
Лор-ам-Майн расположен на пересечении дорог федерального значения B 26 (2435) и B 276 (2315). Ближайший Автобан (скоростная автомагистраль) А 3 (ВАВ 3) Мюнхен — Вюрцбург — Франкфурт.

#### Речные пути
Майн является главным федеральным речным трактом. Администрация которого находится в Швайнфурте (Schweinfurt).

## Политика

### Бургомистр
Бургомистр (бургермайстер) города Эрнст Прюссе (ХСС)

### Городское управление
В период 2008—2014 в городском совете находятся 24 Советницы и Советника и относятся к следующим партиям.
| Партия               | Sitze |
| ХСС                  | 10    |
| Свободные избиратели | 5     |
| СДПГ                 | 5     |
| Союз 90/Зелёные      | 3     |
| BLuU                 | 1     |

## Культура и достопримечательности

### Музеи

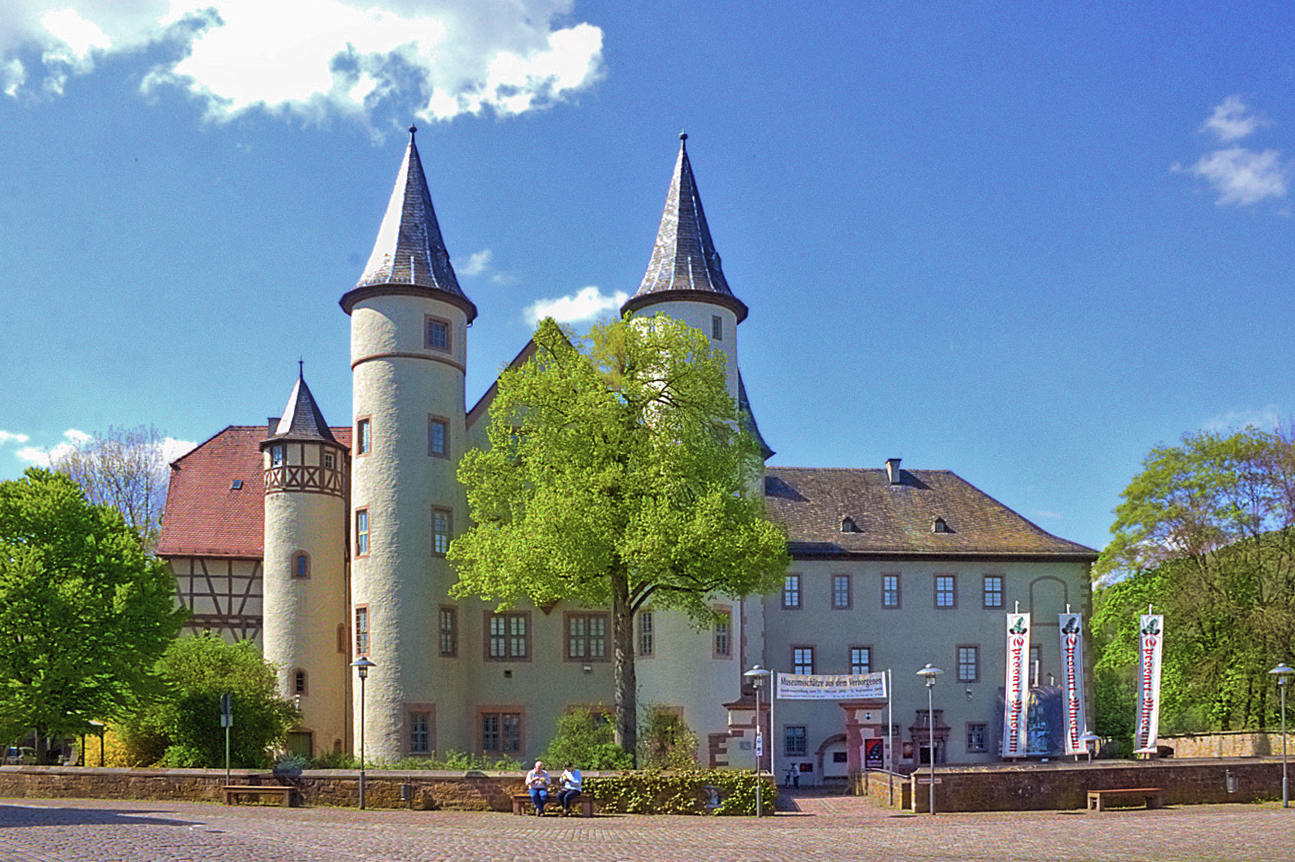
Лорский замок

В Лорском замке расположен Шпессартский музей, тематика которого в основном затрагивает экономику и торговлю региона, но также относится к истории самого Шпессарта.
В районе Зендельбах (Sendelbach) существует школьный музей на тему кайзеровской империи (1871—1918) и Третьего Рейха (1933—1945).
Самый маленький музей в Германии находится на улице Хааггассе (Haaggasse) в помещении бывшей трансформаторной станции: Лотар Формвальд выставляет изоляторы любой формы и величины.

### Архитектура

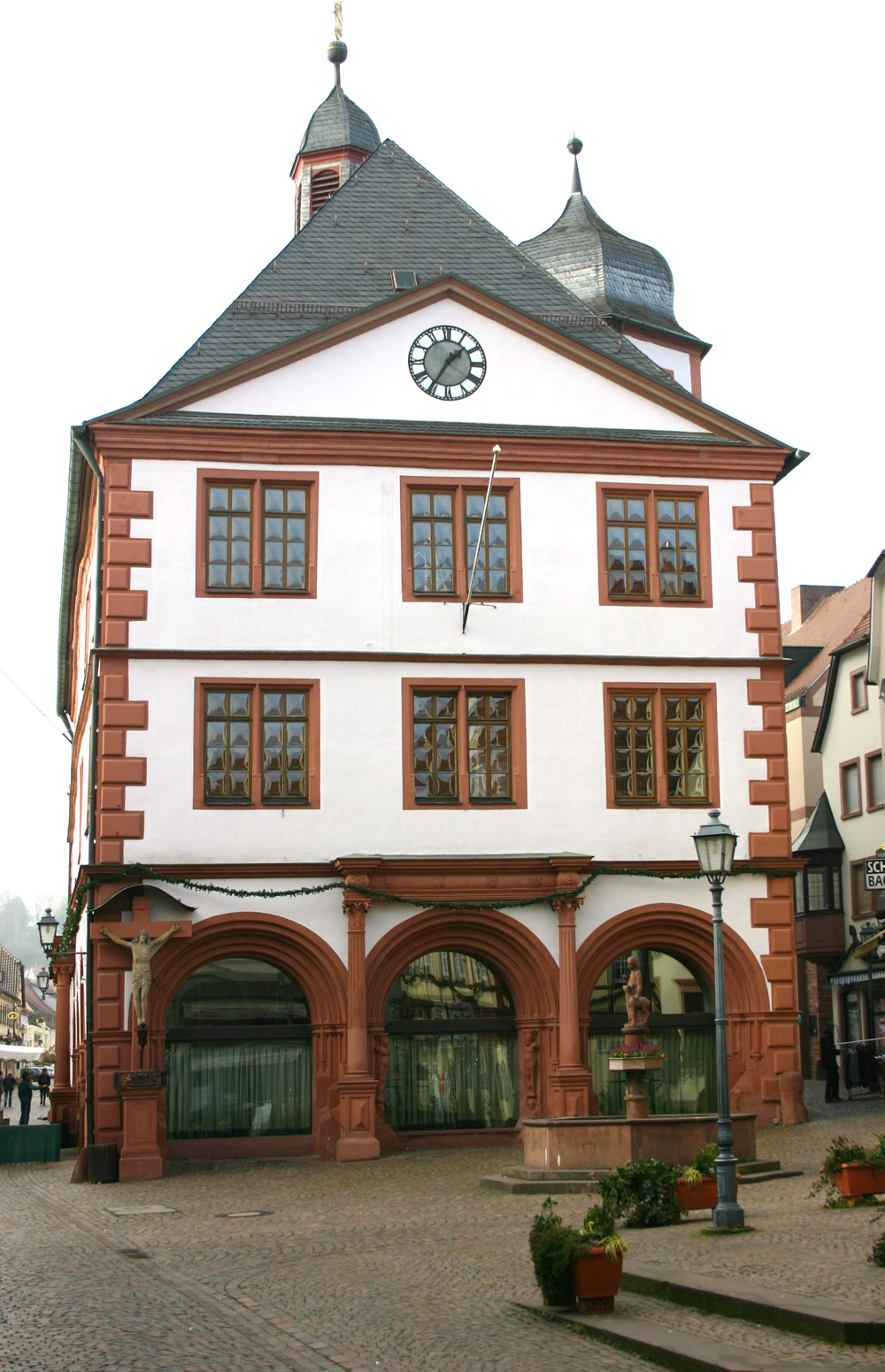
Altes Rathaus

Основные достопримечательности Лор-ам-Майн: Старая Ратуша (1599—1602), городской замок (Kurmainzer Schloss, XV—XVII века), Байерстурм (Bayersturm) башня (1330—1385), приходская церковь (XII—XV веков), остатки городских стен, исторический «Рыбацкий квартал», Франконский город с множеством мастерских, монастырь святой Марии Бухен, замок в стиле барокко и церкви в Штайнбахе (Steinbach).
Крупное бревенчатое здание, первое упоминание которого ссылается на 1567 год как Постоялый двор Krone, действующий и по сей день.
С 1875 года главной переправой через Майн служит «Старый мост» (Alte Mainbrücke). Лишь 100 лет спустя, был возведён новый, 417-метровый «Главный мост» (neue Mainbrücke) построенный из железобетона.

### Регулярные события
Каждый год в страстную пятницу по центральным городским улицам проходит процессия с изображениями в стиле барокко. Это событие привлекает тысячи посетителей ежегодно.
В процессе 13 фигур в натуральную величину представляется дорога мучений Христа. Фигуры переносятся и управляются членами различных гильдий ремесла.
Процессия была унаследована со времён окончания Тридцатилетней войны. Самые ранние упоминания встречаются в Церковных счетах приходской Церкви Св. Михаила и датируется 1656 годом. От 1666 года этот праздник входит в обычай Лоровцев и каждый год в день святого Рохуса (16. Августа) происходит шествие к горе Валентинусберг (Valentinusberg), где заканчивается торжественной мессой богослужения в честь Пресвятой Троицы.
Летом проводятся различные культурные мероприятия и фестивали, они включают в себя фестиваль Танца, праздник старого города («День города»), и Звучный Лор.
Один раз в год в Лоре проводится Шпессартский Фестиваль (Spessartfestwoche). Праздник проходит в последнюю неделю июля и длится 10 дней.
Пивная палатка (Bierzelt) рассчитана приблизительно на 4500 мест. В центре устанавливается сцена, на которой каждый день выступают различные группы с живой музыкой (в основном национальная). Рядом с пивной палаткой, на берегу Майна располагается открытая часть павильона на 2000 мест.
Так же в основные мероприятия входит Парк аттракционов.
Шпессартский фестиваль заканчивается грандиозным фейерверком.
В 2008 году, на 63-м фестивале использовалось 12 линейных автобусов для транспортировки 23 416 гостей.
В Лоре имеется любительский театр и кабаре.

### Города-побратимы
Лор-ам-Майн тесно сотрудничает со следующими городами:
- Чехия Přísečnice (Preßnitz), c 1956 (также партнёрство с сосланными из тех мест немцами)
- Италия Burgeis, c 1972
- Франция Ouistreham Riva-Bella, c 1992
- Польша Milicz (Militsch), c 2001

## Другое
- События в шестой книге (Mr. Monk goes to Germany) американского сериала Monk проиcxодят в Лоре.
- Существует теория о том что Белоснежка жила в Лоре (Schneewittchenmärchens).

## Фотогалерея

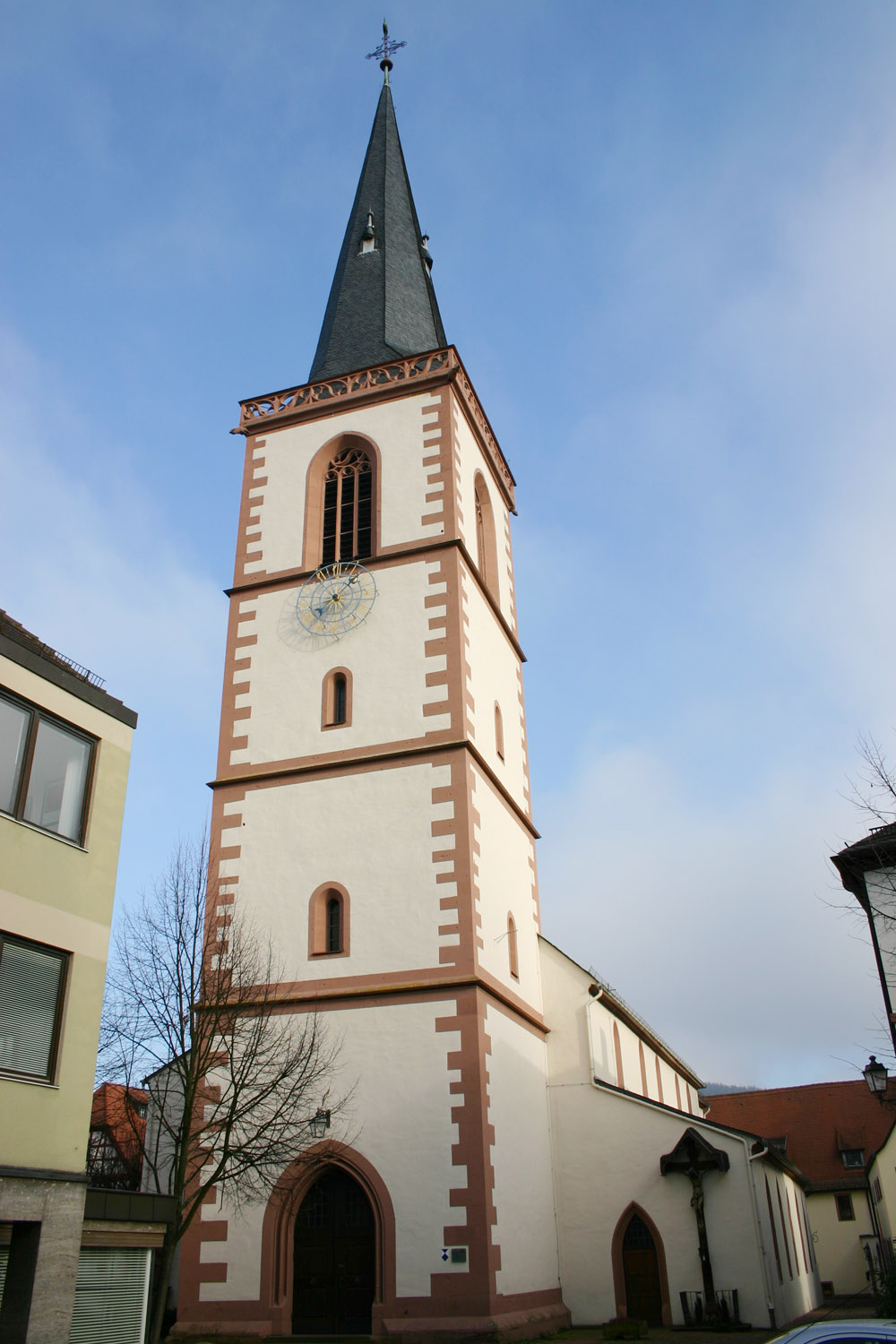
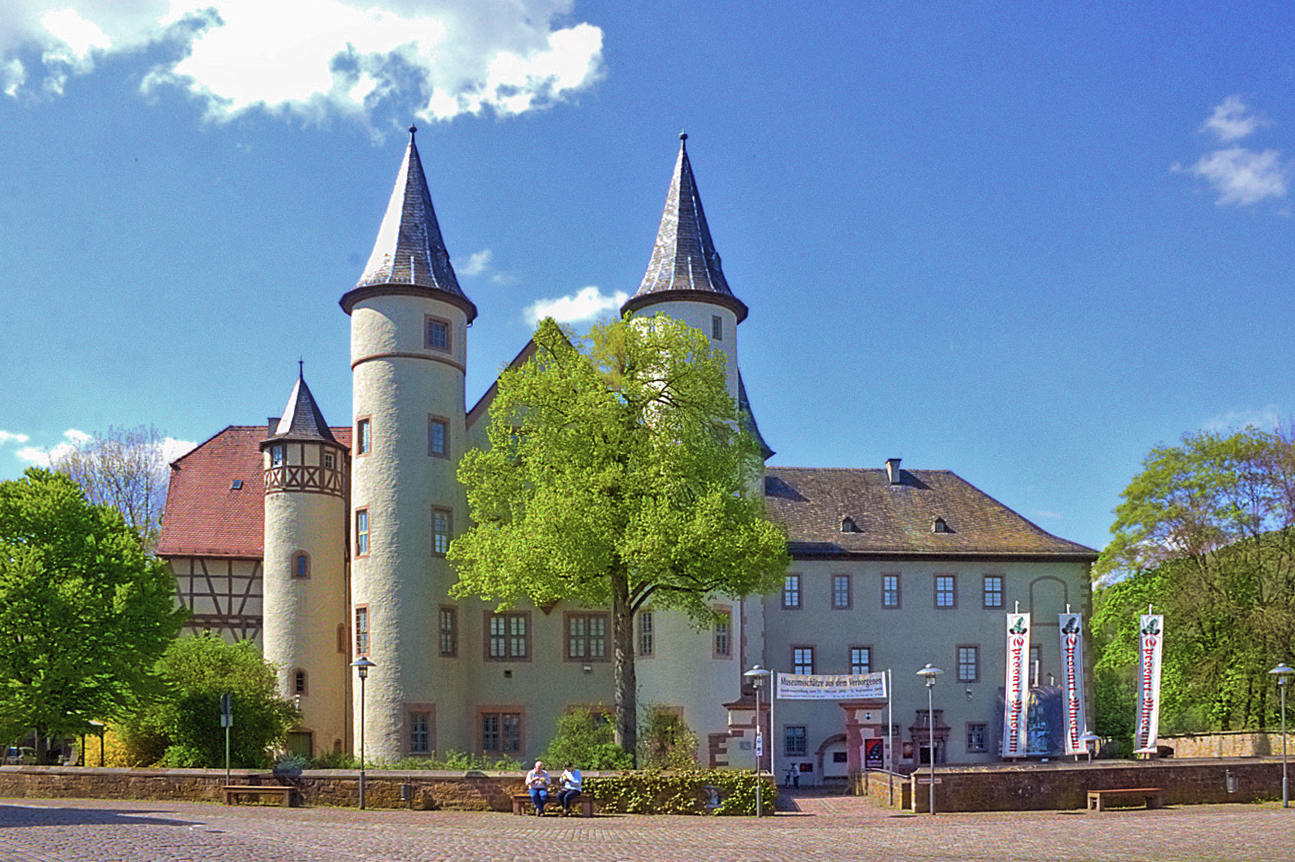
Замок
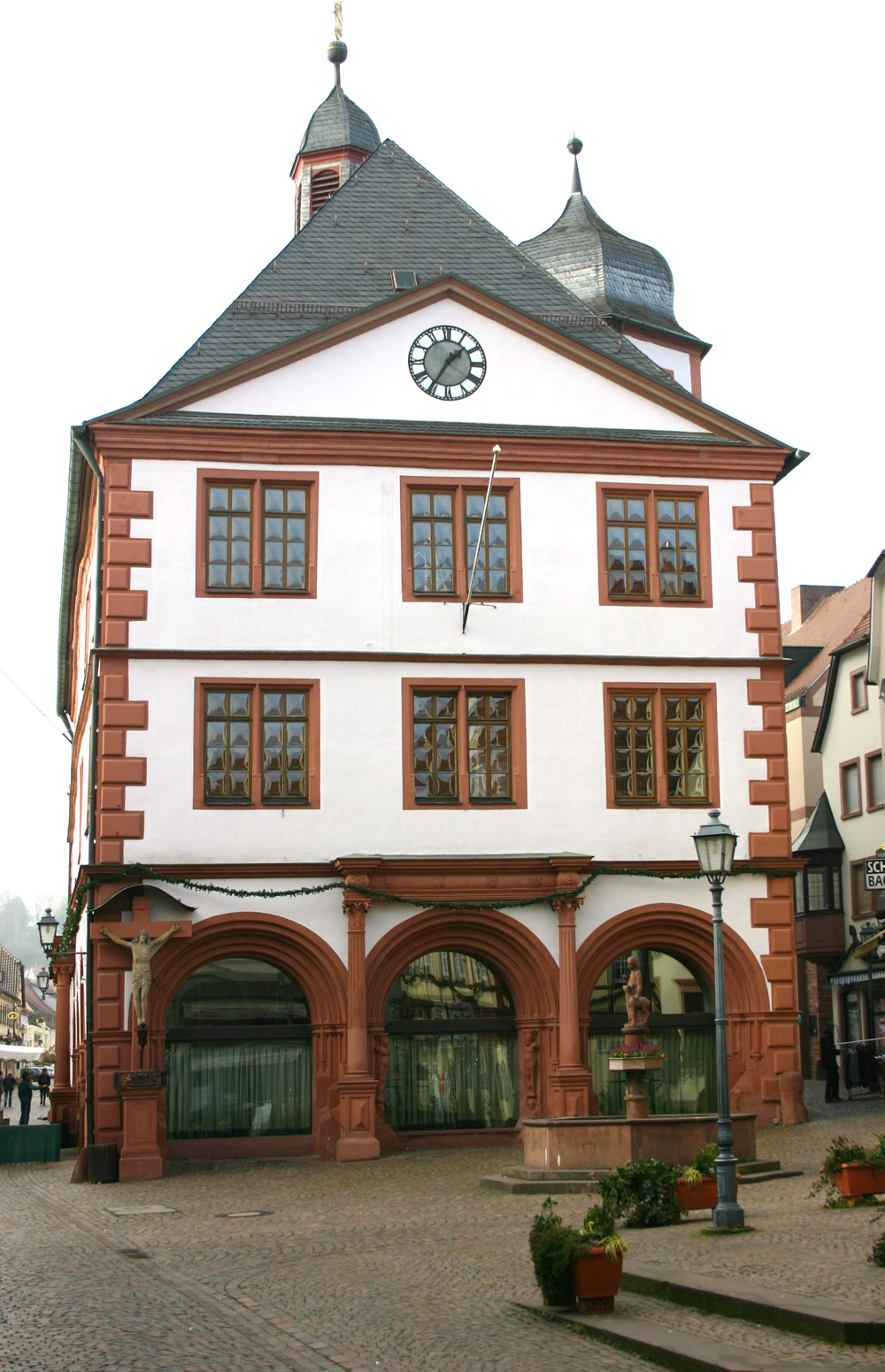
Ратуша
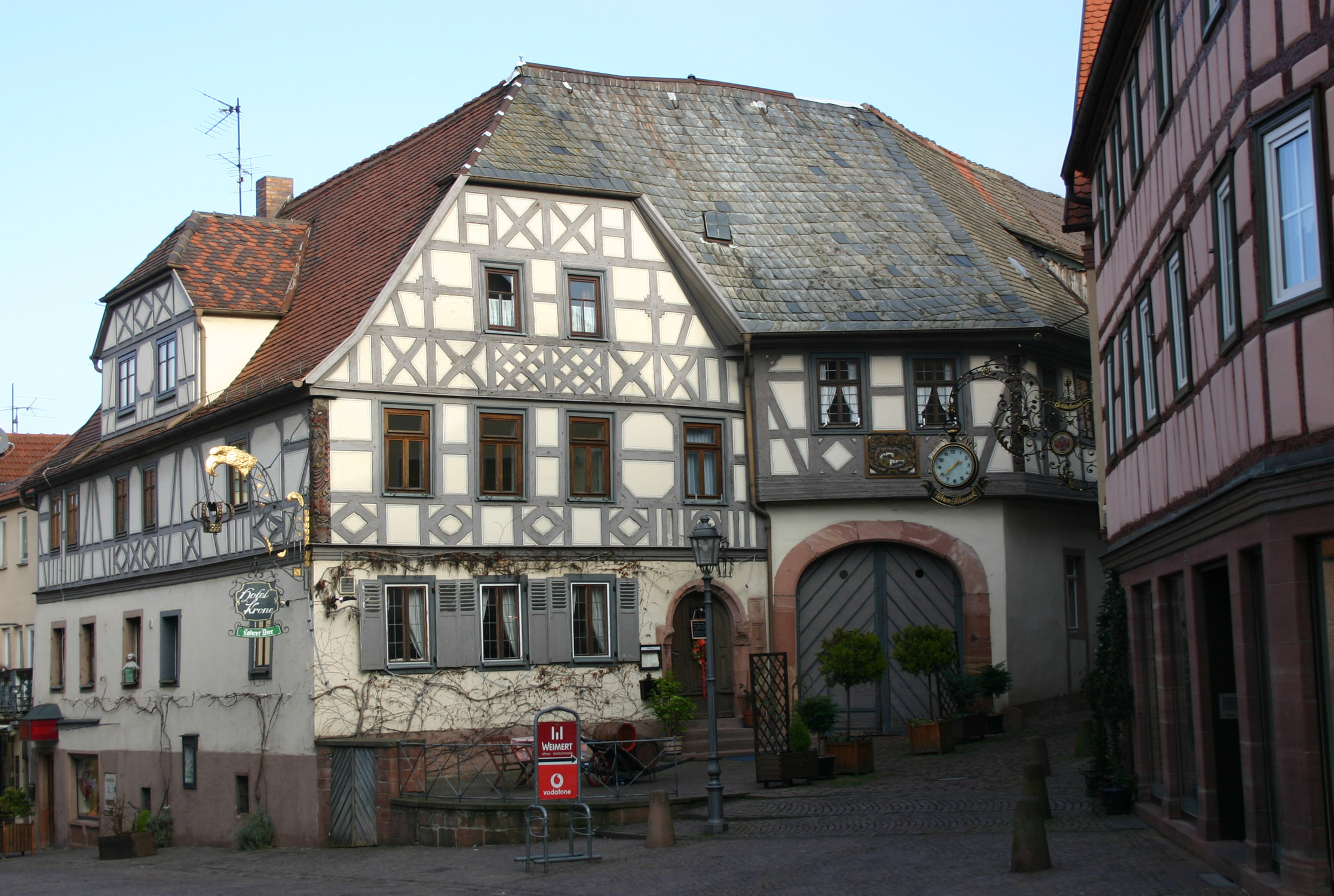